# آتومبا (مینه‌سوتا)

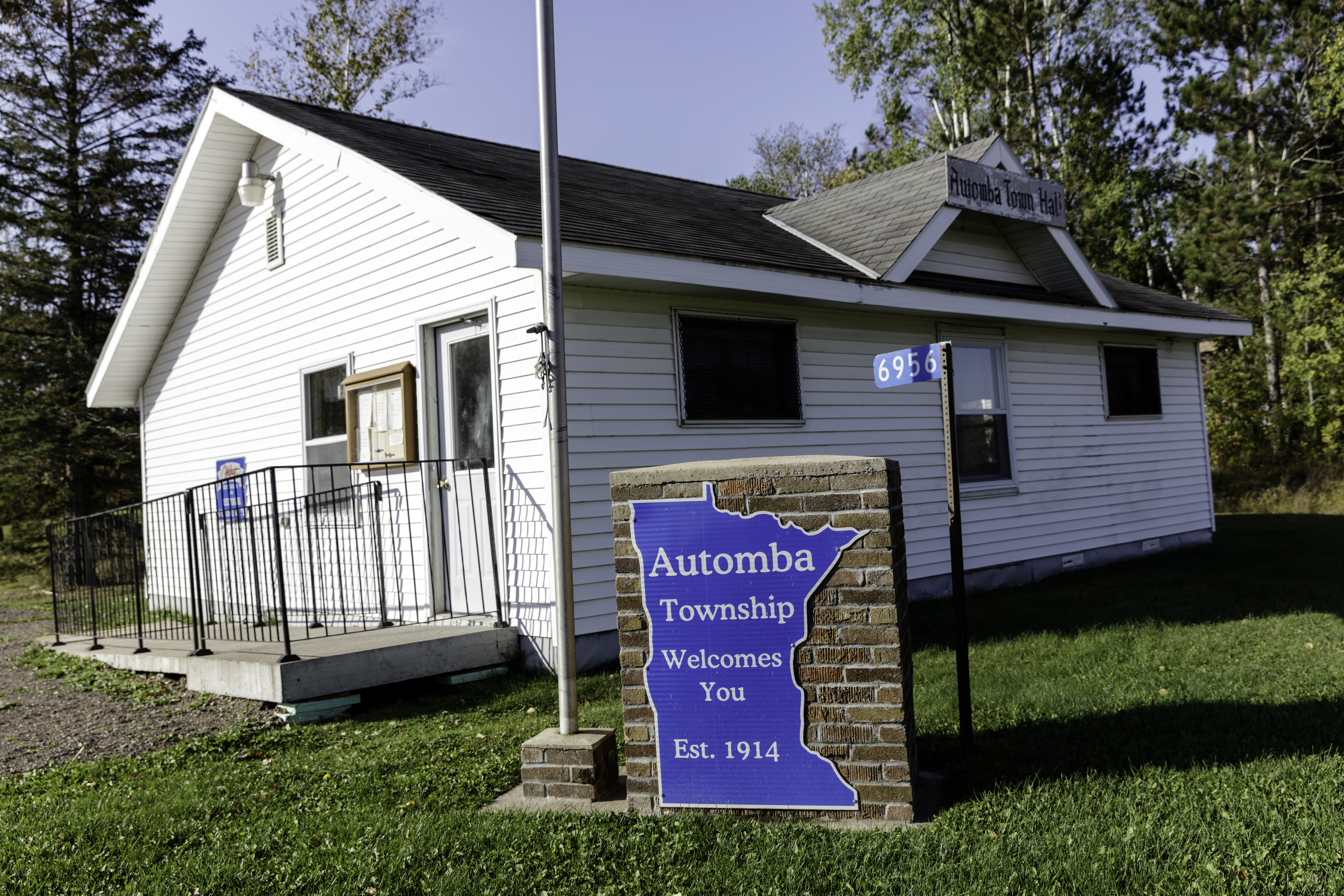
آتومبا

آتومبا (به انگلیسی: Automba) یک منطقهٔ مسکونی در ایالات متحده آمریکا است که در شهر آتومبا واقع شده است. آتومبا ۳۹۳ متر بالاتر از سطح دریا واقع شده است.